# Колекціонер смертей
Колекціонер смертей (англ. The Death Collector) — американський бойовик 1976 року.

## Сюжет
Джеррі Боланті виріс на вулицях Нью-Джерсі і поступово втягується в справи гангстерів. Нарешті він отримує посаду збирача боргів. Але поступово така робота йому набридає, і йому хочеться покинути цю діяльність. Однак, та просто від мафії ні хто не йде.

## У ролях
| Актор          | Роль           |
| -------------- | -------------- |
| Джозеф Кортезе | Джеррі Боланті |
| Лу Кріскуоло   | Ентоні Іадавіа |
| Джо Пеші       | Джо            |
| Боббі Альто    | Серж           |
| Френк Вінсент  | Берні Фелдшу   |
| Кіт Девіс      | Метлі          |
| Джек Ремедж    | Герб Грін      |
| Енн Джонс      | Паула          |
| Боб Д'Андреа   | Нед            |
| Вікторія Гейл  | Саллі          |